# Kościół Naszego Zbawiciela w Haugesundzie
Kościół Naszego Zbawiciela (nor. bokmål: Vår Frelsers kirke, nor. nynorsk: Vår Frelsers kyrkje) – luterański kościół położony w norweskim mieście Haugesund. 

## Historia
W 1885 zakupiono działkę pod budowę kościoła. W 1890 złożono wniosek do Ministerstwa Spraw Kościelnych (nor. Kirkedepartementet) z prośbą o pozwolenie na budowę świątyni. Ogłoszono konkurs architektoniczny, który wygrał Einar Halleland. Budowę ukończono w 1901 roku, konsekracja nastąpiła 6 marca tego roku.

## Architektura i wyposażenie
Kościół wzniesiono stylu neogotyckim, z czerwonej cegły, niekiedy glazurowanej. Może pomieścić do 1030 osób. W poprzek kościelnej nawy ustawiony jest transept, a kończy ją zwężone prezbiterium. W transepcie i w bocznych częściach nawy znajdują się połączone ze sobą empory. Siedem otworów okiennych za ołtarzem wypełnionych jest witrażami wykonanymi przez H. Oidtmanna w Kolonii. Przedstawiają one Świętą Trójcę oraz ewangelistów. Obraz w ołtarzu głównym wykonał w 1901 Fredrik Kolstø. W skrzyżowaniu naw zawieszony jest żyrandol z 1916, wykonany przez Emanuela Vigelanda. Na 53-metrowej wieży kościelnej zawieszone są 3 dzwony bujane oraz 36-dzwonowy karylion, wykonany przez Olsen Nauen Klokkestøperi.

## Galeria

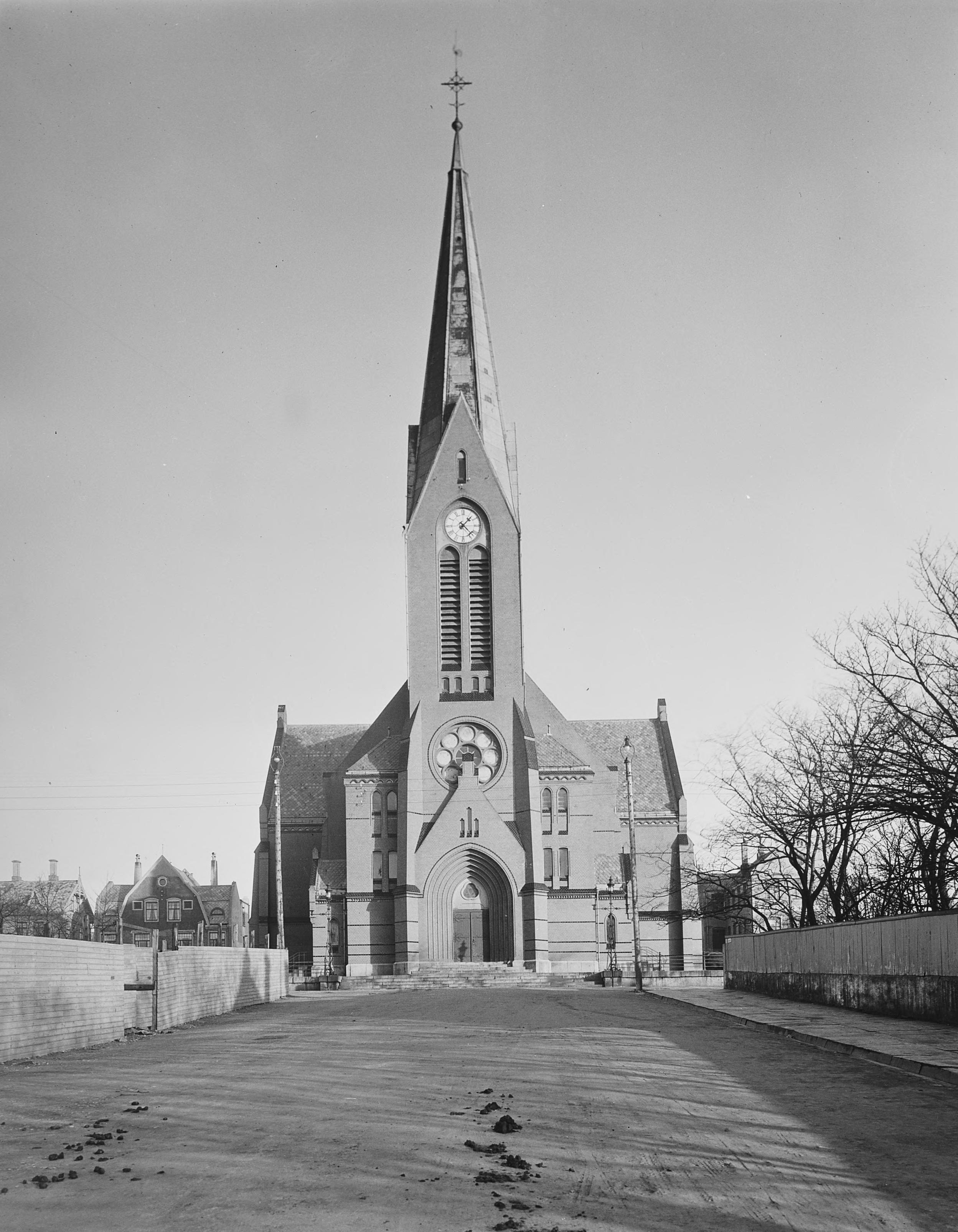
Widok na kościół w 1925
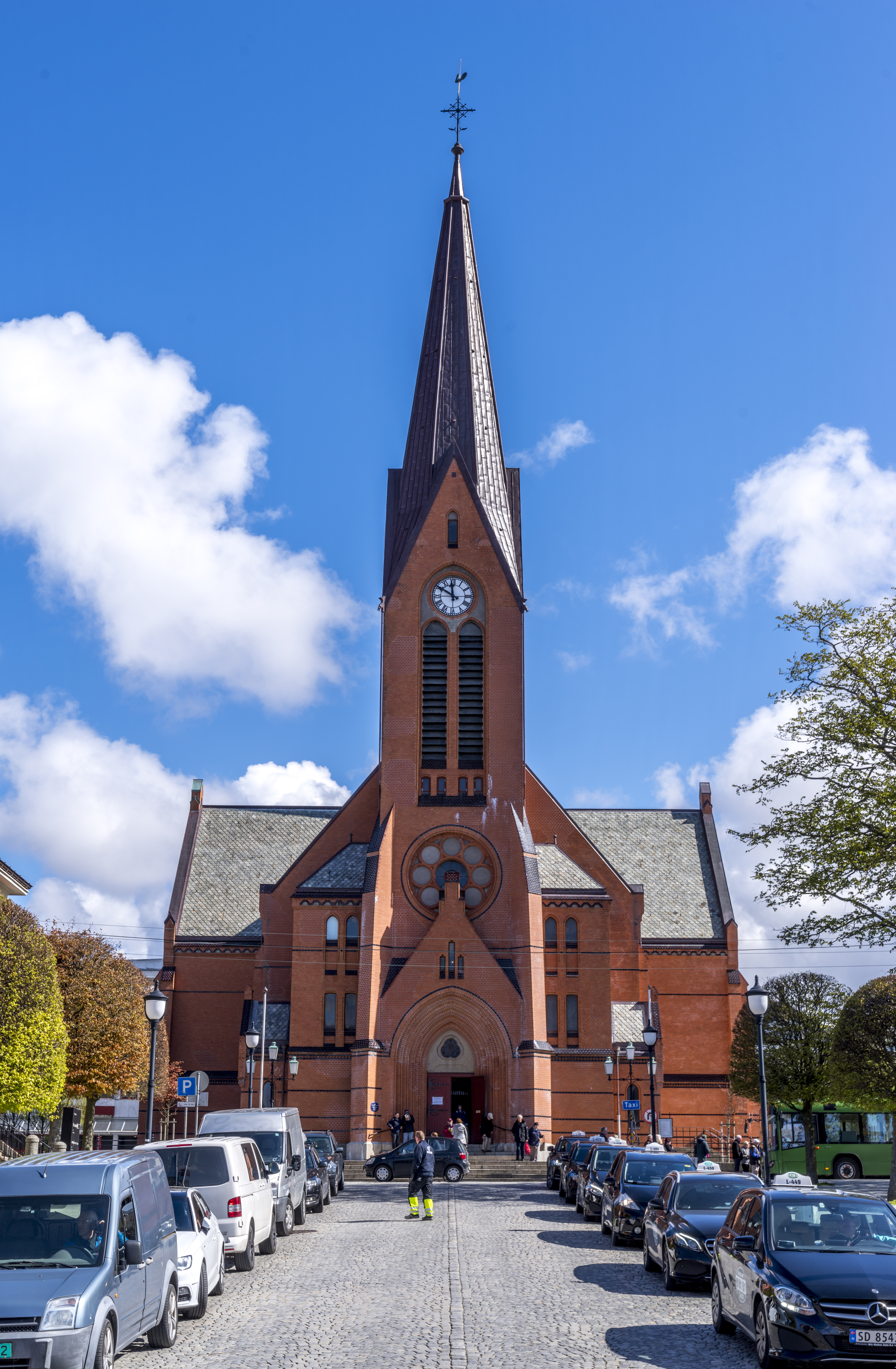
Fasada
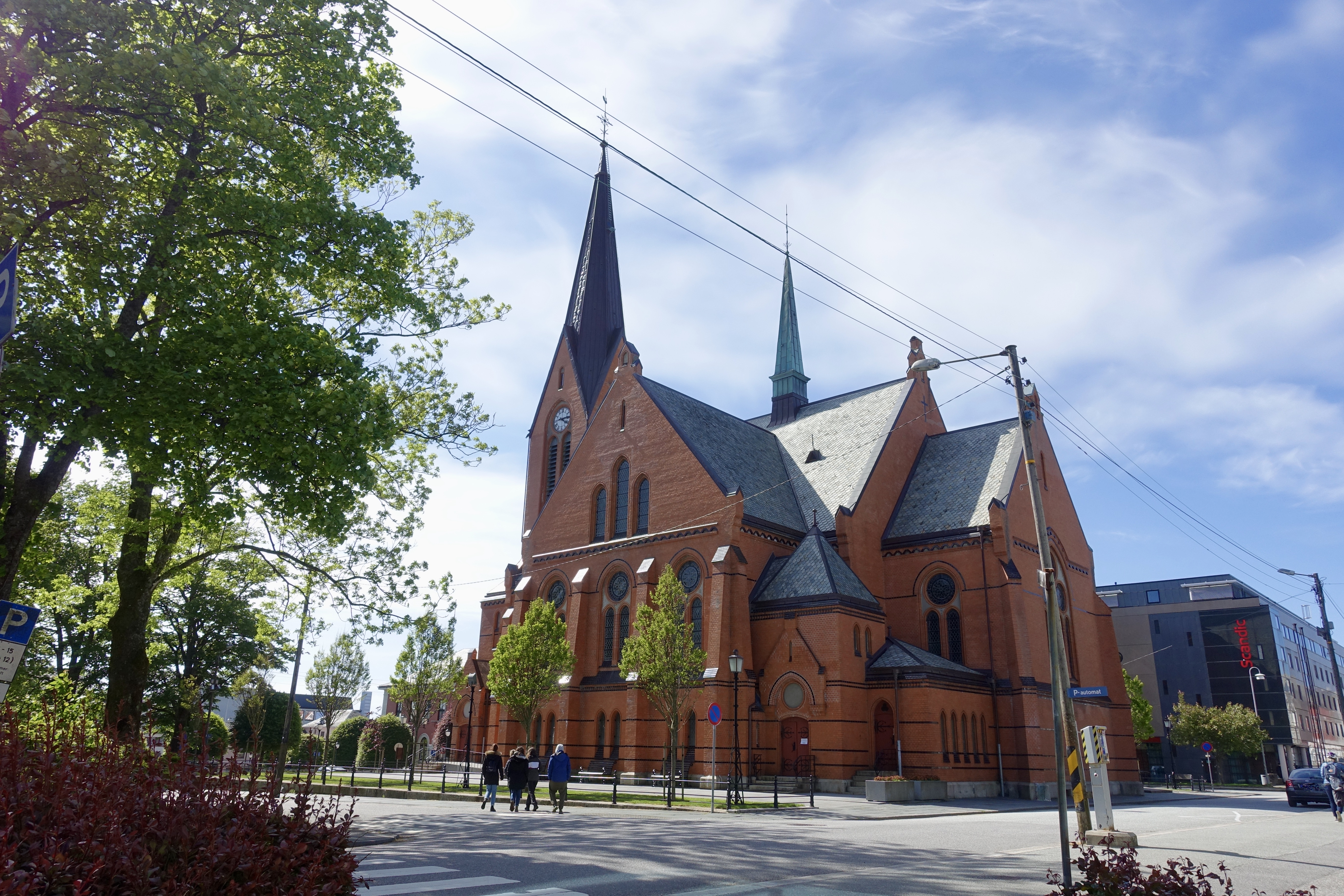
Widok ze wschodu
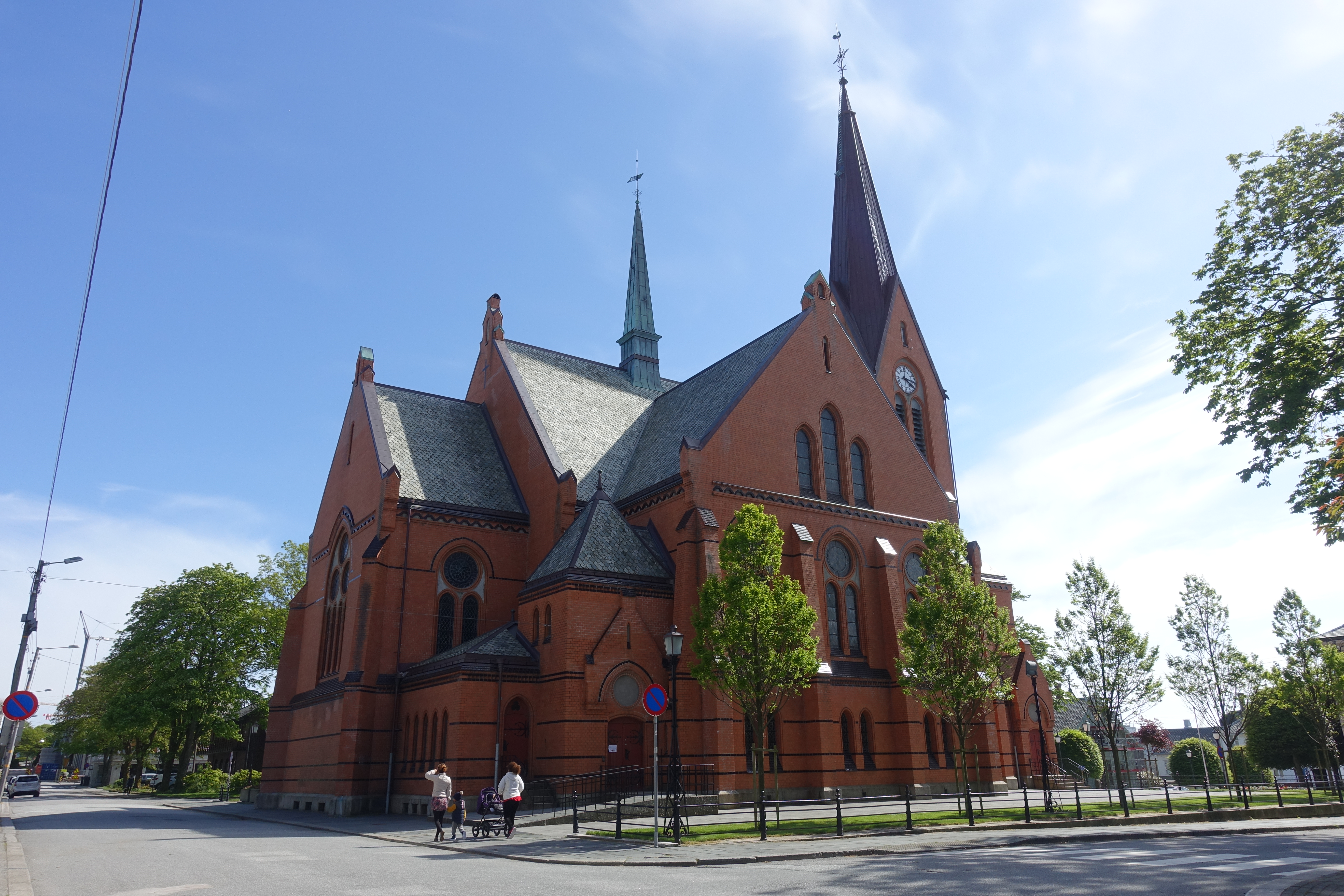
Widok z północy
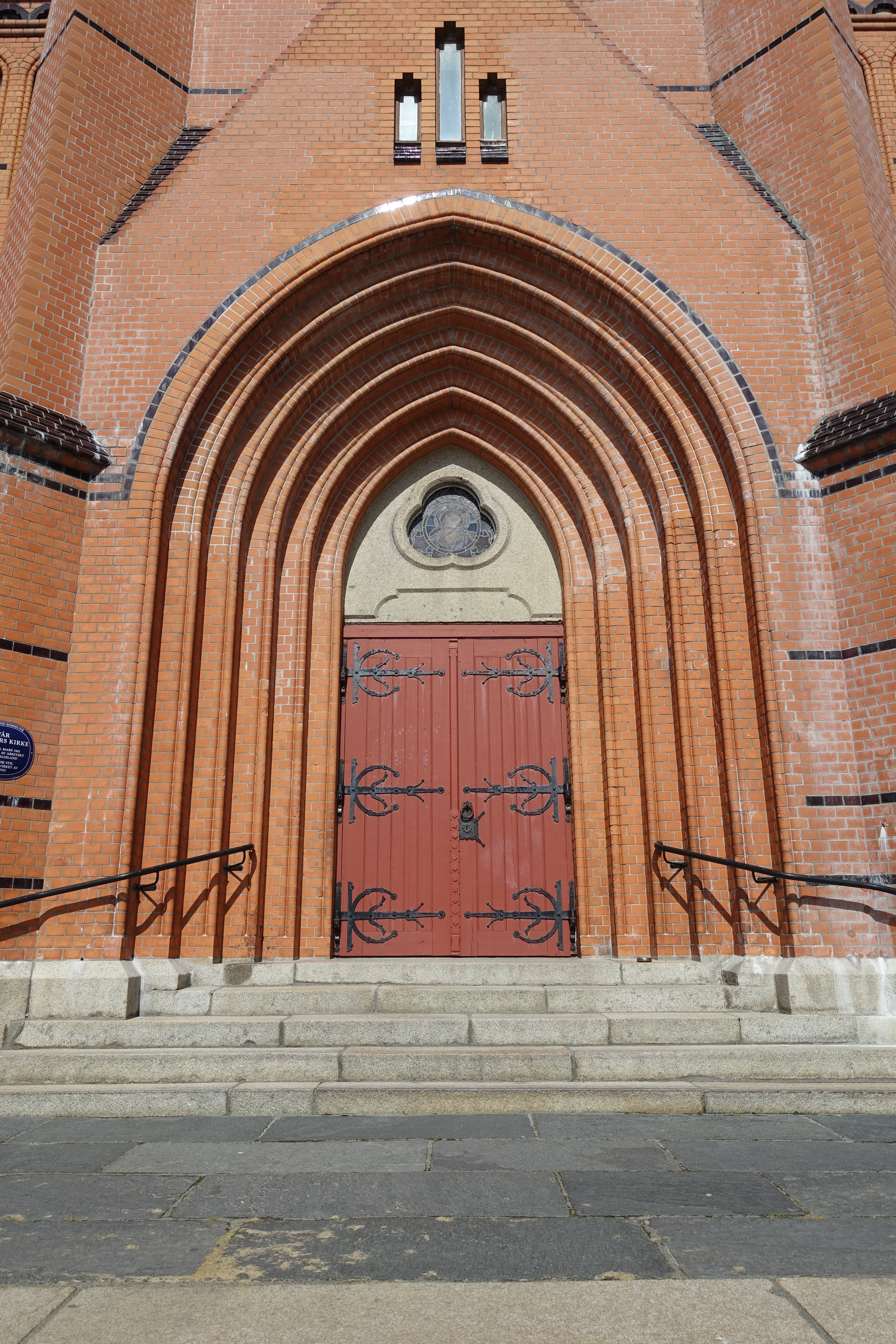
Portal główny